# Pecka (Osečina)
Pecka (Servisch cyrillisch Пецка) is een plaats in de Servische gemeente Osečina. De plaats telt 501 inwoners (2002).